# Liste des sites classés et inscrits de la Mayenne
Cet article recense les sites classés et inscrits dans la Mayenne, en France.

## Listes

### Méthodologie
Les données compilées ci-dessous proviennent de la DREAL des Pays de la Loire, données mises à jour en 2021,,. La date correspond à celle de la première protection du site (par arrêté ou décret). Les coordonnées sont celles du barycentre de la surface protégée.

### Sites classés
Le tableau suivant recense les sites classés de la Mayenne en 2023.
| Site                         | Commune(s)                                           | Date            | Superficie (ha) | Critères / Notes | Coordonnées                        | Photo |
| ---------------------------- | ---------------------------------------------------- | --------------- | --------------- | --- | ---------------------------------- | ----- |
| Étang de Gouillas            | Ahuillé                                              | 2 mai 1946      | 31,8            | Pittoresque | 48° 02′ 06″ nord, 0° 51′ 43″ ouest |       |
| Vallée des Étangs            | Le Bourgneuf-la-Forêt, Launay-Villiers, Port-Brillet | 8 mars 1991     | 81,9            | Pittoresque Une partie du site est inscrit.                                                                                          | 48° 08′ 06″ nord, 1° 00′ 04″ ouest |       |
| Château de Craon et son parc | Craon                                                | 13 mars 1943    | 47,8            | Château : Classé MH (1971) | 47° 51′ 11″ nord, 0° 57′ 11″ ouest |       |
| Chêne des Boulays            | Denazé                                               | 22 janvier 1931 | 0,05            | | 47° 53′ 28″ nord, 0° 52′ 08″ ouest |       |
| Site du Montaigu             | Hambers                                              | 14 février 1985 | 54              | Le sommet de la butte est classé, le reste est inscrit.                                                                              | 48° 14′ 10″ nord, 0° 24′ 04″ ouest |       |
| Abords du château de Lassay  | Lassay-les-Châteaux                                  | 2 août 1943     | 2,9             | La partie au sud du château est inscrite, la partie au nord est classée ; le château n'est compris dans aucune des deux protections. | 48° 26′ 20″ nord, 0° 30′ 00″ ouest |       |
| Abords du château du Rocher  | Mézangers                                            | 16 mars 1943    | 44,7            | Château : Classé MH (1963) | 48° 11′ 35″ nord, 0° 26′ 35″ ouest |       |
| Étang du Gué de Selle        | Mézangers                                            | 30 avril 1963   | 131,6           | Pittoresque | 48° 12′ 14″ nord, 0° 25′ 34″ ouest |       |
| Vallée de la Jouanne         | Montsûrs                                             | 18 juin 1946    | 7,9             | Pittoresque | 48° 07′ 01″ nord, 0° 35′ 46″ ouest |       |
| Vallée de l'Erve             | Saint-Pierre-sur-Erve, Saulges, Thorigné-en-Charnie  | 15 juillet 2003 | 479,8           | Artistique, scientifique, pittoresque                                                                                                | 48° 00′ 04″ nord, 0° 24′ 07″ ouest |       |

### Sites inscrits
Le tableau suivant recense les sites inscrits de la Mayenne.
| Site                                          | Commune(s)                                                                                | Date              | Superficie (ha) | Critères / Notes | Coordonnées                        | Photo |
| --------------------------------------------- | ----------------------------------------------------------------------------------------- | ----------------- | --------------- | --- | ---------------------------------- | ----- |
| Site du Montaigu                              | Bais, Hambers, Sainte-Gemmes-le-Robert                                                    | 18 avril 1994     | 2 081,2         | Pittoresque Le sommet de la butte est classé, le reste est inscrit.                                                                  | 48° 13′ 26″ nord, 0° 23′ 42″ ouest |       |
| Domaine du Roseray                            | Ballots                                                                                   | 16 juillet 1969   | 30,5            | Pittoresque Château : Inscrit MH (1989)                                                                                              | 47° 55′ 01″ nord, 1° 04′ 19″ ouest |       |
| Vallée de l'Erve                              | Blandouet-Saint Jean, Chémeré-le-Roi, Saint-Pierre-sur-Erve, Saulges, Thorigné-en-Charnie | 12 juillet 1977   | 745,6           | Pittoresque | 47° 59′ 06″ nord, 0° 24′ 36″ ouest |       |
| Vallée des Étangs                             | Le Bourgneuf-la-Forêt, Launay-Villiers                                                    | 8 mars 1991       | 136             | Pittoresque Une partie du site est classée.                                                                                          | 48° 07′ 44″ nord, 0° 59′ 46″ ouest |       |
| Châtaigneraie du château                      | Changé                                                                                    | 10 septembre 1949 | 0,9             | | 48° 05′ 53″ nord, 0° 47′ 28″ ouest |       |
| Sault-Gautier                                 | Changé                                                                                    | 7 octobre 1936    | 4               | | 48° 05′ 42″ nord, 0° 47′ 13″ ouest |       |
| Centre ancien de Château-Gontier              | Château-Gontier-sur-Mayenne                                                               | 18 avril 1967     | 28,8            | Pittoresque | 47° 49′ 41″ nord, 0° 42′ 14″ ouest |       |
| Abords du château de Lassay                   | Lassay-les-Châteaux                                                                       | 2 août 1943       | 3,6             | La partie au sud du château est inscrite, la partie au nord est classée ; le château n'est compris dans aucune des deux protections. | 48° 26′ 17″ nord, 0° 30′ 00″ ouest |       |
| Ruines du château du Bois Thibault            | Lassay-les-Châteaux                                                                       | 25 octobre 1943   | 4,4             | Château : Classé MH (1925) | 48° 26′ 53″ nord, 0° 30′ 07″ ouest |       |
| Ruines du château du Bois-Frou                | Lassay-les-Châteaux                                                                       | 25 octobre 1943   | 2,8             | | 48° 26′ 42″ nord, 0° 31′ 05″ ouest |       |
| Centre ancien de Laval                        | Laval                                                                                     | 23 mars 1965      | 71,1            | Pittoresque Le site est étendu en 15 avril 1976.                                                                                     | 48° 04′ 08″ nord, 0° 46′ 12″ ouest |       |
| Places de Hercé, Cheverus et Saint-Vincent    | Mayenne                                                                                   | 24 septembre 1969 | 4,9             | Pittoresque | 48° 18′ 22″ nord, 0° 37′ 19″ ouest |       |
| Rochers de la vallée de la Jouanne            | Montsûrs                                                                                  | 4 avril 1946      | 25,2            | Pittoresque | 48° 07′ 08″ nord, 0° 35′ 53″ ouest |       |
| Abbaye de Clermont et ses dépendances         | Olivet                                                                                    | 17 septembre 1942 | 6,4             | Abbaye : Classé MH (1957) | 48° 05′ 56″ nord, 0° 56′ 06″ ouest |       |
| Domaine de la Fénardière                      | Saint-Berthevin                                                                           | 19 décembre 1969  | 41,6            | Pittoresque | 48° 04′ 23″ nord, 0° 49′ 05″ ouest |       |
| Petit Saint-Berthevin                         | Saint-Berthevin                                                                           | 10 décembre 1935  | 1,2             | | 48° 03′ 40″ nord, 0° 49′ 23″ ouest |       |
| Abords du château de Foulletorte              | Saint-Georges-sur-Erve                                                                    | 24 février 1943   | 10,8            | Château : Classé MH (1974) | 48° 10′ 30″ nord, 0° 16′ 19″ ouest |       |
| Centre ancien de Sainte-Suzanne               | Sainte-Suzanne-et-Chammes                                                                 | 19 juillet 1944   | 20,7            | | 48° 05′ 49″ nord, 0° 20′ 49″ ouest |       |
| Vestiges du château de Thorigné et ses abords | Thorigné-en-Charnie                                                                       | 3 mars 1962       | 6               | Pittoresque | 47° 59′ 35″ nord, 0° 21′ 58″ ouest |       |